# Chelodina parkeri
Chelodina parkeri là một loài rùa trong họ Chelidae. Loài này được Rhodin & Mittermeier mô tả khoa học đầu tiên năm 1976.

## Hình ảnh